# Kristina Paskauskas
Kristina Paskauskas (* 12. Juni 2004) ist eine britische Tennisspielerin.

## Karriere
Paskauskas spielt hauptsächlich auf Turnieren der ITF Women’s World Tennis Tour, bei denen sie bislang einen Titel im Einzel und zwei im Doppel gewinnen konnte.

### College Tennis
Seit Ende 2021 tritt Paskauskas für die Damentennismannschaft der Kansas State Wildcats der Kansas State University an.

## Turniersiege

### Einzel
| Nr. | Datum            | Turnier  | Kategorie | Belag     | Finalgegnerin | Ergebnis       |
| --- | ---------------- | -------- | --------- | --------- | ------------- | -------------- |
| 1.  | 16. Oktober 2022 | Monastir | ITF W15   | Hartplatz | Tsao Chia-yi  | 6:2, 4:6, 7:68 |

### Doppel
| Nr. | Datum        | Turnier  | Kategorie | Belag     | Partnerin | Finalgegnerinnen                    | Ergebnis  |
| --- | ------------ | -------- | --------- | --------- | --------- | ----------------------------------- | --------- |
| 1.  | 14. Mai 2022 | Monastir | ITF W15   | Hartplatz | Wei Sijia | Liu Fangzhou Wang Meiling           | 6:3, 7:64 |
| 2.  | 4. Juni 2022 | Monastir | ITF W15   | Hartplatz | Wei Sijia | Ashmitha Easwaramurthi Mei Hasegawa | 6:1, 6:2  |